# Casey Mongillo
Casey Mongillo er en amerikansk stemmeskuespiller som har spillet roller i animation og computerspil. Mongillo er bedst kendt for at have spillet rollen som Shinji Ikari i Netflix-udgaven af Neon Genesis Evangelion.

## Karriere
Mongillo spillede i 2019 rollen som hovedpersonen Shinji Ikari i Netflix-udgaven af Neon Genesis Evangelion i stedet for Spike Spencer, som have spillet rollen i den oprindelige ADV Films-udgave i 1996-1998. Mongillo sagde på Twitter, at det at spille Shinji var "en af de største ærer i mit liv."
Noel Kirkpatrick fra det amerikanske medie TV Guide roste Mongillos fortolkning af Shinji, og sagde at Mongillo udmærkede sig i at skifte "mellem sarkasme og sorgmod, fornøjelse og frakoblethed", samt at Mongillo "var bedre til at fange Shinjis unge drengestemme" end Spencer var. Aja Romano fra Vox skrev at det var prisværdigt at Netflix castede en ikke-binær skuespiller til at spille Shinji. Carol Grant skrev i en kronik for Vice, at det at Shinji blev spillet af en transkønnet skuespiller fik serien til at føles mere queer, og at "Mongillos levering fanger det delikate samspil mellem de maskuline og feminine aspekter af Shinjis stemme og personlighed, hvilket vækker hans kropslige og kønnede bekymringer til live."
Mongillo blev nomineret til en pris for bedste optræden af en stemmeskuespiller ved Curncyroll Anime Awards for sin optræden som Shinji.

## Filmografi

### Anime
| Udgivelsesår | Titel                                   | Rolle                                                                                           | Noter         | Kilder        |
| ------------ | --------------------------------------- | ----------------------------------------------------------------------------------------------- | ------------- | ------------- |
| 2013         | Zetman                                  | Ung Jin Kanzaki                                                                                 |               |               |
| 2013         | Queen's Blade Rebellion                 | Dogor                                                                                           |               |               |
| 2014         | Time of Eve                             | TEX                                                                                             |               |               |
| 2015         | Rokka: Braves of the Six Flowers        | Rainer Milan                                                                                    |               | [ 11 ]        |
| 2017         | Mobile Suit Gundam SEED                 | Nicol Amalfi                                                                                    | NYAV Post dub | [ 12 ]        |
| 2017         | Mobile Suit Gundam SEED Destiny         | Nicol Amalfi                                                                                    | NYAV Post dub | [ 12 ]        |
| 2017         | Mob Psycho 100                          | Shou Suzuki                                                                                     |               | [ 13 ]        |
| 2018         | Beyblade Burst Turbo                    | Kimeru, Young Phi                                                                               |               | [ 14 ] [ 15 ] |
| 2018         | B the Beginning                         | Kirisame (young)                                                                                |               |               |
| 2019         | Neon Genesis Evangelion                 | Shinji Ikari                                                                                    | Netflix dub   | [ 16 ]        |
| 2020         | Pokémon                                 | Scorbunny, Allister, Raboot, Cinderace, Goh's Raichu, Chrysa, Wartortle Trainer, Skateboard Kid |               | [ 17 ]        |
| 2020         | Pokémon: Twilight Wings                 | Allister, Haunter                                                                               |               | [ 18 ]        |
| 2020         | Gleipnir                                | Isao Kasuga                                                                                     |               | [ 19 ]        |
| 2021         | So I'm a Spider, So What?               | Kyouya Sasajima / Wrath                                                                         |               | [ 20 ]        |
| 2021         | Bungo and Alchemist: Gears of Judgement | Haruka                                                                                          |               | [ 21 ]        |
| 2021–22      | JoJo's Bizarre Adventure: Stone Ocean   | Emporio                                                                                         | Netflix dub   |               |
| 2021         | 86                                      | Theoto Rikka                                                                                    |               | [ 22 ]        |
| 2021         | Tokyo Revengers                         | Manjirō Sano (young)                                                                            |               | [ 23 ]        |
| 2022         | Tribe Nine                              | Haru Shirokane                                                                                  |               | [ 24 ]        |
| 2022         | Komi Can't Communicate                  | Nene Onemine                                                                                    | Netflix dub   | [ 25 ]        |
| 2023         | Chainsaw Man                            | Angel Devil                                                                                     |               | [ 26 ]        |
| 2024         | Delicious in Dungeon                    | Chilchuck Tims                                                                                  | Netflix dub   | [ 27 ]        |

### Animation
| Udgivelseår | Titel                                     | Rolle              | Noter              | Kilder        |
| ----------- | ----------------------------------------- | ------------------ | ------------------ | ------------- |
| 2006–08     | PvP                                       | Francis Ottoman    |                    |               |
| 2011–15     | TOME: Terrain of Magical Expertise        | Gamecrazed, Sofdti |                    | [ 28 ] [ 29 ] |
| 2015        | Miraculous: Tales of Ladybug and Cat Noir | Sandboy            | Episode: "Sandboy" | [ 30 ]        |

### Computerspil
| Udgivelsesår | Titel                                    | Rolle                                                                 | Noter | Kilder        |
| ------------ | ---------------------------------------- | --------------------------------------------------------------------- | ----- | ------------- |
| 2006         | The Ship                                 | Charlie M. Panther, Male Player, others                               |       |               |
| 2006         | Brigade E5: New Jagged Union             | Collin Woods, Sylvester McNabb, Tomi Mengazi                          |       |               |
| 2008         | Adventure at the Center of the Earth     | Spilannouncer                                                         |       |               |
| 2008         | Grand Chase                              | Veigas Terre                                                          |       | [ 32 ]        |
| 2010         | Rage of the Gladiator                    | Gargadan, Chimeras Løvehoved                                          |       |               |
| 2010         | Red Dead Redemption                      | Vernon Cherry, Lokale indbyggere, Zombier                             |       | [ 33 ]        |
| 2010         | Heroes of Newerth                        | High Priestess Parallax, Carnage Calamity                             |       |               |
| 2010         | Star Trek Online                         | Ambassadør Surah                                                      |       |               |
| 2015         | Neverwinter                              | Demon Hunter, Mantol-Derith Armor Dealer, Cleric of Moradin, Dhaunira |       |               |
| 2016         | The Ship: Remasted                       | Mandlig spiller                                                       |       |               |
| 2016         | Shadowverse                              | ROLY-POLY MK, Diverse                                                 |       | [ 34 ]        |
| 2018         | Octopath Traveler                        | Ekstra stemmer                                                        |       | [ 35 ]        |
| 2018         | Food Fantasy                             | Lang Bao, Omurice, Salat & Sichuan Hotpot                             |       |               |
| 2019         | Monster Prom: Second Term                | Zoe                                                                   |       | [ 36 ] [ 37 ] |
| 2019         | Left Alive                               | Diverse figurer                                                       |       | [ 38 ]        |
| 2019         | Grand Chase: Dimension Chaser            | Veigas Terre                                                          |       |               |
| 2019         | Shenmue III                              | Shi Youwen, Yang Wenliang, Tong Zhangping                             |       | [ 39 ] [ 40 ] |
| 2020         | Monster Prom 2: Monster Camp             | Zoe, Milo Belladonna, Hex                                             |       | [ 41 ]        |
| 2020         | Bugsnax                                  | Floofty Fizzlebean                                                    |       |               |
| 2020         | The Elder Scrolls Online                 | Kvindelige Nords, Orkere, Halv-kæmper                                 |       |               |
| 2021         | Ys IX: Monstrum Nox                      | Zola                                                                  |       | [ 42 ]        |
| 2021         | Story of Seasons: Pioneers of Olive Town | Marian                                                                |       | [ 43 ]        |
| 2021         | Shin Megami Tensei V                     | Hovedperson                                                           |       | [ 44 ] [ 45 ] |
| 2022         | Fire Emblem Heroes                       | Limstella                                                             |       | [ 46 ]        |
| 2022         | Omega Strikers                           | Dubu                                                                  |       | [ 47 ]        |
| 2022         | Tower of Fantasy                         | Krage                                                                 |       | [ 48 ]        |
| 2022         | Goddess of Victory: Nikke                | Mustang                                                               |       | [ 49 ]        |
| 2022         | Azure Striker Gunvolt 3                  | Zed-Omega                                                             |       | [ 44 ] [ 50 ] |
| 2023         | Trinity Trigger                          | Ekstra stemmer                                                        |       | [ 51 ]        |
| 2023         | Komorebi                                 | Klace                                                                 |       | [ 52 ] [ 53 ] |
| 2023         | The Legend of Nayuta: Boundless Trails   | Nayuta Herschel                                                       |       | [ 44 ]        |
| 2023         | Rune Factory 3 Special                   | Micah                                                                 |       | [ 44 ]        |

### Andre roller
| Year | Title   | Role   | Notes                         | Source |
| ---- | ------- | ------ | ----------------------------- | ------ |
| 2019 | Osmosis | Billie | Netflix-serie, Engelsk stemme | [ 54 ] |

## Diskografi
- "Everything Is Alright" (2012 single)[55]

## Eksterne links
- Officiel hjemmeside
- Casey Mongillo på Internet Movie Database (engelsk)